# Ruta Estatal de Alabama 5
La Ruta Estatal de Alabama 5, y abreviada SR 5 (en inglés: Alabama State Route 5) es una carretera estatal estadounidense ubicada en el estado de Alabama, cruza los condados de  Clarke,  Wilcox, Marengo, Dallas, Perry,  Bibb, Tuscaloosa,  Jefferson, Walker y Winston. La carretera inicia en el Sur desde la US 43     en Thomasville sigue hacia el Norte y finaliza en la US 278     en Natural Bridge. La carretera tiene una longitud de 318,2 km (197.75 mi).

## Mantenimiento
Al igual que las autopistas interestatales, y las rutas federales y el resto de carreteras estatales, la Ruta Estatal de Alabama 5 es administrada y mantenida por el Departamento de Transporte de Alabama por sus siglas en inglés ALDOT.

## Cruces
La Ruta Estatal de Alabama 5 es atravesada principalmente por las siguientes rutas:

 AL 14     en Marion
 US 82     en Centreville
 I 20     en Birmingham
 I 59     en Birmingham
 US 11     en Birmingham
 AL 69     en Jasper.